# Uncle Dick's Darling
Uncle Dick's Darling er en britisk stumfilm fra 1920 af Fred Paul.

## Medvirkende
- George Bellamy som Dick
- Athalie Davis som Mary
- Humberston Wright som Chevenix
- Ronald Power som Mr. Lorimer
- Sydney Folker
- Frank Dane
- Gordon Craig